# Bataille de Chalonnes
Guerre de Vendée
Batailles
La bataille de Chalonnes a lieu lors de la guerre de Vendée. Le 18 mars 1795, les Vendéens attaquent la ville de Chalonnes-sur-Loire, mais ils sont repoussés par la garnison républicaine.

## Prélude
Le 14 mars 1795, à cinq heures du matin, une colonne républicaine commandée par l'adjudant-général Hauteville entre dans la petite ville de Chalonnes-sur-Loire,. Les Vendéens sont chassés de la localité après un combat de trois heures, pendant lequel les républicains ne déplorent que cinq blessés. Incendiée pendant les colonnes infernales, Chalonnes est à cette époque totalement en ruines.
Le 15 mars, une petite troupe de 600 à 700 Vendéens avec quelques cavaliers est signalée non loin de Chalonnes, mais elle n'ose lancer une attaque. 
Le 16 mars, la colonne de Hauteville laisse une garnison à Chalonnes et part attaquer Saint-Florent-le-Vieil en passant par La Pommeraye.
Le 18 mars, Chalonnes est attaquée par les Vendéens de la division de Chemillé, qui se sont rassemblés à Saint-Laurent-de-la-Plaine. 

## Forces en présence
Selon le représentant en mission François Siméon Bézard, la colonne qui occupe Chalonnes-sur-Loire est forte de 500 hommes,. Les forces vendéennes sont quant à elles évaluées à trois colonnes fortes chacune de 600  à   800 hommes, avec 120 cavaliers.
D'après l'officier royaliste Bertrand Poirier de Beauvais, chef de l'artillerie de l'armée d'Anjou, Stofflet reste en observation du côté de Coron, face à une autre colonne, et ne prend pas part aux combats. L'attaque est menée par Jean Châlon, chef de la division de Chemillé. Henri Forestier, chef de la cavalerie, est également présent. Poirier de Beauvais ne donne pas d'indication sur le nombre des combattants et indique seulement qu'ils sont peu nombreux.

## Déroulement
Les républicains attendent les Vendéens près d'un pont, situé à l'embouchure du Layon et de la Loire. Le combat est d'abord à l'avantage des Vendéens,. Le bataillon de l'Unité prend la fuite et les insurgés s'emparent du bourg de Chalonnes,, à l'exception de l'église, où résistent les grenadiers de la Sarthe et de Chartres. 
Cependant les Vendéens ne parviennent pas à retirer les madriers qui servent de pont sur le Layon. Le général Jean-Baptiste Boussard arrive alors en renfort. Après avoir rallié une centaine de fuyards, il reprend le pont, puis le bourg,,. Les Vendéens sont repoussés et battent en retraite,,,. Les combats ont duré trois heures.

## Pertes
Dans ses mémoires, l'officier vendéen Bertrand Poirier de Beauvais affirme que pas moins de 1 500 à 2 000 républicains sont tués lors du combat. L'auteur royaliste René Bittard des Portes réduit ce nombre à 300 tués. Dans son rapport au Comité de salut public, le représentant en mission François Siméon Bézard écrit que les pertes sont de 70 hommes, tant tués que blessés,. Le général Boussard a reçu deux blessures au bras,.